# HD111748
HD111748 — хімічно пекулярна зоря спектрального класу B8, що має видиму зоряну величину в смузі V приблизно  6,9.
Вона  розташована на відстані близько 813,4 світлових років від Сонця.

## Фізичні характеристики
Телескоп Гіппаркос зареєстрував фотометричну змінність  даної зорі з періодом    2,50 доби в межах від  Hmin= 6,99 до  Hmax= 6,93.

## Пекулярний хімічний склад
Зоряна атмосфера HD111748 має підвищений вміст 
Si
.